# Муслиманско освајање Кермана
Муслиманско освајање Кермана догодило се око 644. године нове ере, током калифата Османа ибн Афана. Рашидунске снаге под командом Абдулаха ибн Абдулаха ибн Етбана и Сухаила ибн Адиа убиле су сасанидског гувернера Кермана и заузеле градове Бам, Бардсир, Џирофт и Сирџан.